# Бои за Ракку (2017)
Бои за Ракку — пятая фаза наступления на Ракку, проводимая Сирийскими демократическими силами против террористов Исламского государства в городе Ракка. Первые бои начались 6 июня и были поддержаны авиаударами международной коалиции. Операция получила название «Великая битва».

## Предшествующие события
Уже в июне 2017 года Ракка стала последним важным городом, который всё ещё принадлежит ИГ. Ракка стала центром, в котором планировались террористические атаки на европейские страны, из-за сосредоточения в ней крупного числа иностранных боевиков. Само наступление на город проводилось подразделениями Сирийских демократических сил с 6 ноября 2016 года. Результатом наступления стало освобождение от ИГ большей части провинции Ракка, в том числе городов Эс-Саура, плотины Табка и плотины Баас.
Как минимум 500 бойцов специальных сил США провели наземную операцию в северной Сирии, чтобы поддержать курдское наступление на Ракку. США и другие страны-участники коалиции обеспечивали Сирийские демократические силы тяжёлым вооружением, коммуникациями и другой помощью.

## Боевые действия
За день до начала боевых действий Военно-воздушные силы США нанесли тяжёлые авиаудары по позициям боевиков. Сирийские демократические силы начали боевые действия на рассвете 6 июня. Столкновения начались на севере, востоке и западе города. Будучи поддерживаемыми международной коалицией, СДС атаковали базу 17-й дивизии и район Машлаб в северной части города. К концу дня СДС заняли более половины района Машлаб, а также атаковали район Андалус на северо-западе.
7 июня Сирийские демократические силы освободили разрушенную крепость, находящуюся на краю города, а официальные лица международной коалиции заявили, что ускорят освобождение города.
16 июня боевики ИГ контратаковали и выбили боевиков СДС из базы 17-й дивизии, спортивного комплекса, а также практически полностью зачистили район Синаа.
Август: Продвижение курдского ополчения на юг в настоящее время остановилось, последние ведут перегруппировку сил и средств и практически по всей линии противостояния с ИГ перешли к обороне, ведут инженерную подготовку опорных пунктов. Тем временем, правительственным силам (САА) удалось значительно продвинуться в провинции в восточном направлении. Там они вошли в соприкосновение с курдами (и в целом с СДС, пока не боевое, а хотя бы до поры дружественное). Юго-восточнее Ракки тактические формирования САА вышли на правый берег Евфрата.
1 сентября сообщалось, что бойцы СДС освободили от боевиков ИГ исторический центр Ракки. Штурм города продолжается с июня. Освобождение города считается одной из главных целей международной антитеррористической коалиции во главе с США, ведущей боевые действия против экстремистов в Ираке и Сирии. Самолеты коалиции регулярно наносят удары по городу.
9 октября поддерживаемые США вооруженные формирования в Сирии готовятся к заключительной атаке на частично удерживаемый террористами Исламского государства город Ракка на севере страны, сообщает агентство Associated Press.
Агентство отмечает, что эта операция нацелена на полное освобождение города, который боевики ИГ называют своей столицей.
«Сирийские демократические силы укрепляют позиции перед финальной атакой на город Ракка», — заявил в понедельник представитель этой группировки Мустафа Бали, не уточнив, когда ожидается начало операции. Он также опроверг сообщения некоторых СМИ о том, что операция уже началась.
По словам собеседника агентства, планируется, что военная операция займет 7-10 дней и позволит полностью очистить Ракку от террористов.
Войска сирийской оппозиции при поддержке авиации коалиции США начали бои за Ракку в начале июня 2017 года. Около 80 % города уже удалось отбить у боевиков ИГ, под контролем террористов остаются отдельные территории в центре и на севере города, напоминает Associated Press.
17 октября Ракка полностью освобождена от террористов ИГ.

## Участие ВС США
В штурме Ракки принимали участие военнослужащие Совместного командования специальных операций США (JSOC), в составе которого, в числе прочих, находятся «Дельта», Боевая морская особая группа быстрого развёртывания (DEVGRU), 24-я тактическая эскадрилья СпН ВВС (24th Special Tactics Squadron). Также в оперативном подчинении находятся 75-й рейнджерский полк и 160-й авиационный полк специального назначения.
Первыми в район Ракки выдвинулись бойцы Дельты и рейнджеры в качестве штурмовых команд в городской застройке. Они использовали ПНВ, тепловизоры и бесшумное оружие. В боях за Табку, рейнджерские группы использовали лёгкие вертолёты семейства Hughes 500: ударные AH-6 и транспортные MH-6 Little Bird, стоящих на вооружении 160-го авиаполка СпН. Однако американский спецназ не брал на себя ударную роль в штурме самой Ракки.
Помимо этого в Рожаве появлялись самолёты без опознавательных знаков. Утечки в СМИ позволили идентифицировать их принадлежность к эскадрилье E Дельты. После захвата табкинского аэродрома, на нём разместились CV-22 Osprey, C-130 (в том числе в варианте для сил СпН — MH-130). В качестве средств разведки фигурировал самолёт радиоэлектронной борьбы на базе CN-235, оснащённый средствами оптикоэлектронной (визуальной) и радиоэлектронной разведки (РЭР). Это позволяло наблюдение за радио- и сотовой связью, обнаружение источников сигнала в режиме реального времени для передачи целей авиации и артиллерии. Оптикоэлектронные системы на CN-235 состоят из камер высокого разрешения обозревающих площади в десятки км². Таким образом, Вооружённые силы США отстранились от прямого участия в штурме города, предоставив, тем не менее, союзным формированиям SDF всемерную авиационную и информационную поддержку.
По сообщениям The Washington Post, было развёрнуто некоторое количество 155-мм гаубиц M777 с боеприпасами с GPS-наведением, для огневой поддержки 1-го батальона 4-го полка морской пехоты США (4th Marine regiment), разместившегося на подступах к городу.
Только за февраль 2017 года авиацией коалиции было нанесено более 300 авиаударов по окрестностям Ракки.

## Потери
По данным ООН, после битвы около 80 % Ракки стали «непригодными для проживания».
По различным оценкам в результате боёв погибло от 1300 до 1800 мирных жителей. Согласно независимой мониторинговой группы Airwars всего в результате авиационных ударов коалиции было уничтожено 3200 человек (боевиков и гражданских). По данным ООН, около 80 % Ракки были оставлены «необитаемыми» после битвы.